# Sulukiyeh
Sulukiyeh (tiếng Ả Rập: سلوكية) là một ngôi làng Syria nằm ở phó huyện Jubb Ramishima ở huyện Masyaf, Hama. Theo Cục Thống kê Trung ương Syria (CBS), Sulukiyeh có dân số 773 trong cuộc điều tra dân số năm 2004.